# Buru Lan Ediciones
Buru Lan de Ediciones, S. A. foi uma editora espanhola, localizada em San Sebastián, que entre 1970 e 1977 se dedicou à edição de textos teóricos sobre diferentes matérias e sobretudo banda desenhadas, aos que reivindicou como arte maior. Estava financiada por Javier Aramburu e Manuel Salvat, e dirigida por Luis Gasca.

## Trajetória
Desde 1971 e em forma de fascículos de periodicidade semanal, Buru Lan recuperou atiras de imprensa estadounidense clássicas (O Homem Mascarado, Flash Gordon, Príncipe Valente) e apresentou séries de historietistas espanhóis contemporâneos (Drácula). Também em fascículos, editou a enciclopédia O cinema, que, na contramão do que era mais comum na época, não se tratava de uma tradução de textos foráneos, mas que incluía artigos originais de prestigiosos críticos do país como Angel Fernández-Santos, José Luis Garci, Pere Gimferrer, José Luis Guarner, Román Gubern, Francisco Llinás, Terenci Moix, Ricardo Muñoz Suay, Miquel Porter Moix, César Santos Fontela, Manuel Villegas López, etc. O Dicionário de atores incluído nesta enciclopedia considera-se ademais o primeiro dicionário sobre aspectos concretos do cinema publicado em Espanha.
Também foi a primeira em apresentar séries de Johnny Hart (B.C.) e editou outras enciclopédias, como Povos da Terra.
Em 1973, lançou as revistas de historietas para adultos O Globo e Zeppelin que imitavam a suas contrapartidas europeias, Charlie e Linus e apresentaram autores como Al Capp, Bonvi, Feiffer, Mel Lazarus ou Smythe.